# Audiofil

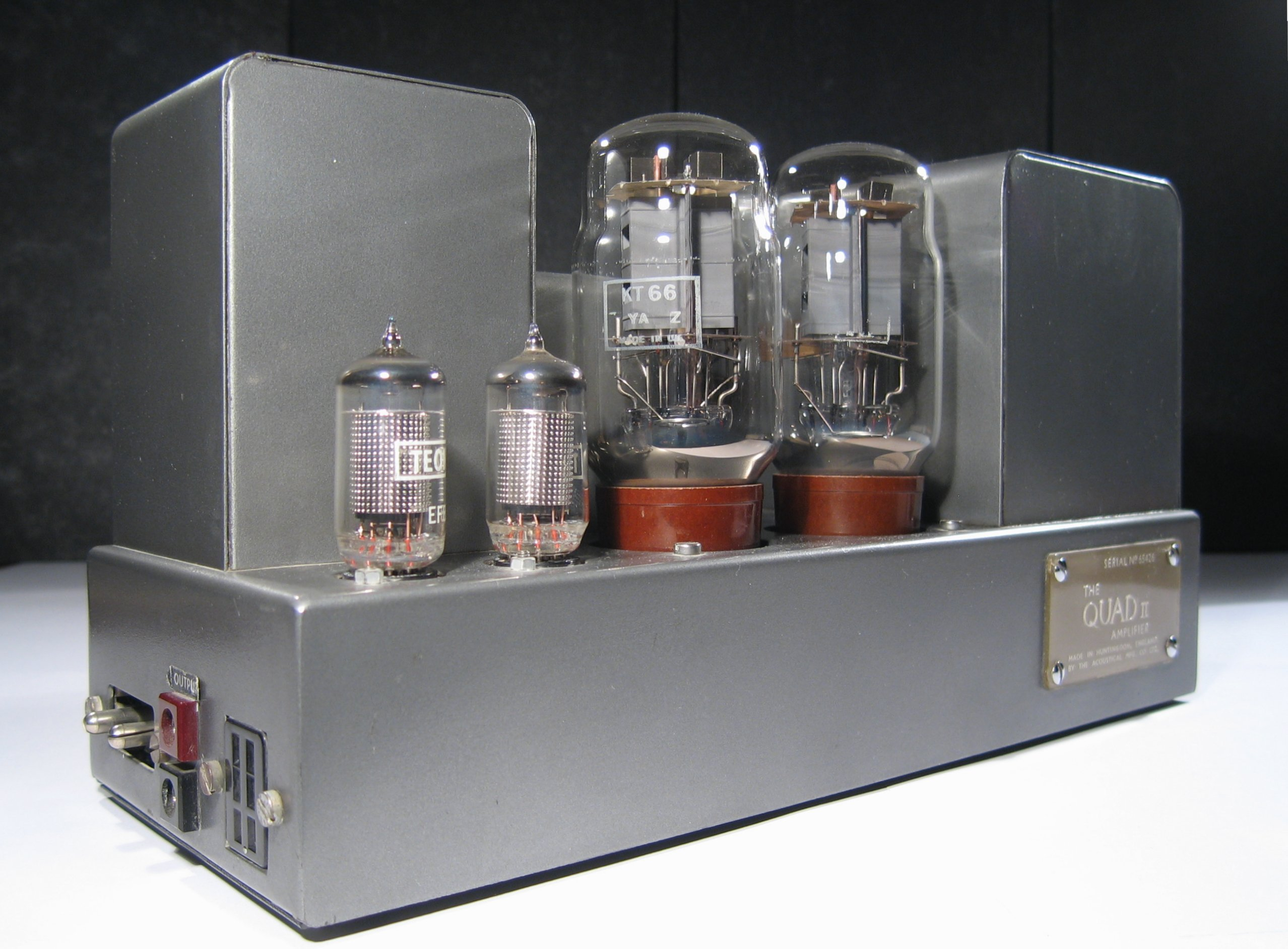
Sprzęt audiofilski − wzmacniacz lampowy

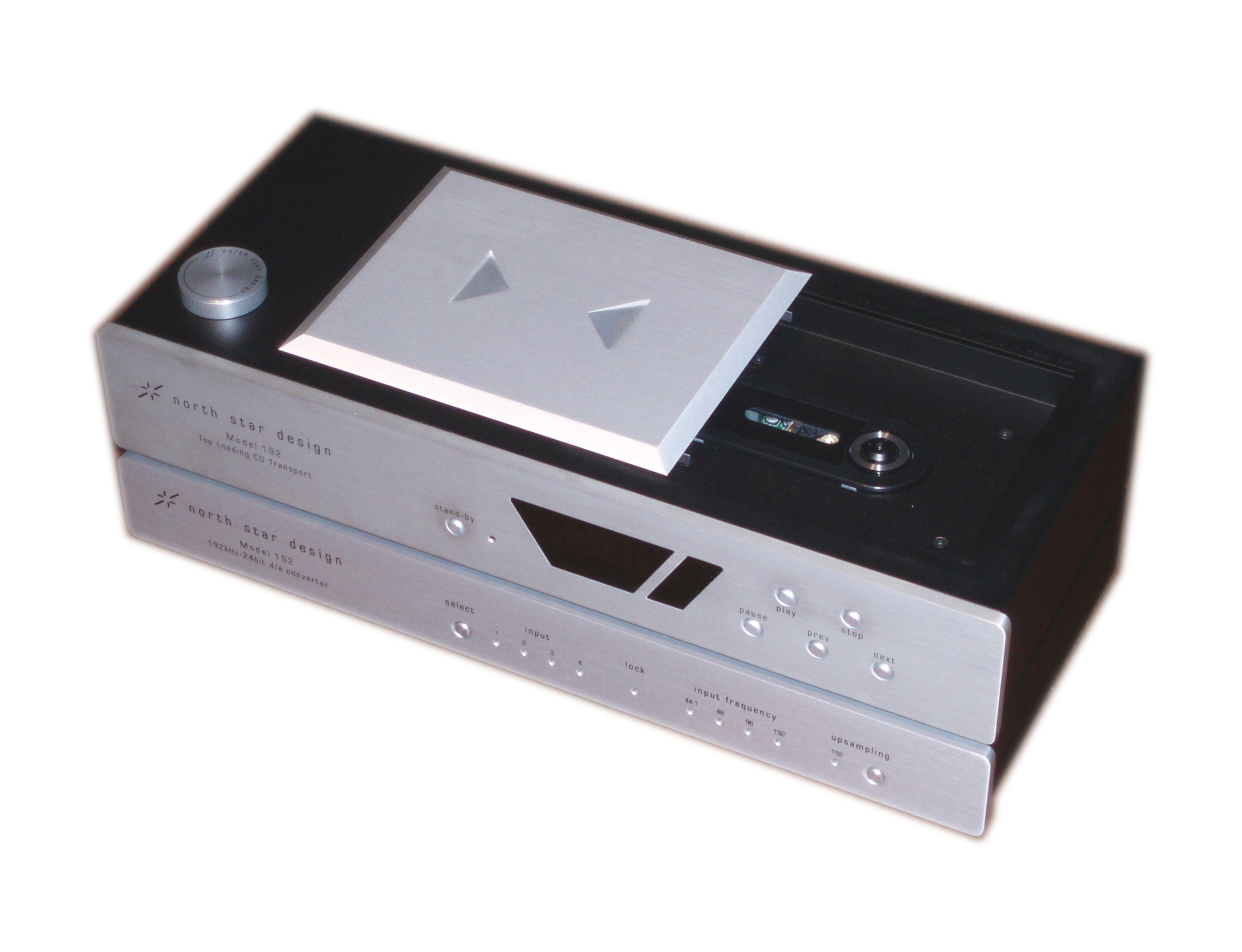
Sprzęt audiofilski − dzielony odtwarzacz CD

Audiofil (z łac. audio „słyszę”, z gr. philos „kochający”) – osoba szczególnie zainteresowana wysoką jakością odtwarzanego dźwięku i kolekcjonująca sprzęt odtwarzający najwyższej klasy. Należy stwierdzić, że słownik języka polskiego PWN w swojej definicji słowa „audiofil” nazywa tę klasę po prostu „najwyższą klasą”, nie odnosząc się przy tym do konkretnych parametrów technicznych czy kwestii cenowych. Jednocześnie istnieje usankcjonowana normą DIN 45500 (z roku 1973) klasa sprzętu Hi-fi. Występuje także czysto marketingowe (nienormowane) pojęcie klasy Hi-end. Według innych źródeł audiofile to grupa konsumencka kupująca najdroższy domowy sprzęt nagłaśniający.

## Definicja
Pojęcie audiofila nie jest ostro zdefiniowane, nie jest też ono jednorodne. Można przyjąć, że audiofilami są osoby zainteresowane „specjalnymi” domowymi urządzeniami nagłaśniającymi (audio). Podstawowymi kryteriami tej „specjalności” jest wysoka cena oraz odrębność od urządzeń produkowanych masowo. Zestawy audiofilskie składają się nierzadko ze sprzętu nazywanego Hi-end, którego koszty poszczególnych komponentów sięgają dziesiątek i setek tysięcy złotych.
W środowiskach audiofilskich duże znaczenie mają kwestie mody, na przykład pewien powrót do wzmacniaczy lampowych, jak i do gramofonów.
Audiofile przywiązują dużą wagę do wszelkich innych aspektów mogących wpłynąć na odtworzenie zarejestrowanego dźwięku: pomieszczenia odsłuchowe, ich adaptacja (maty wytłumiające, przedmioty rozpraszające), wymiary oraz akustyka, właściwe ustawienie głośników oraz ulokowanie miejsca odsłuchowego.
Audiofilia ma swój własny system wartości oraz zasad słuchania i podkreśla ich odrębność od tych, które są używane przy podejściu naukowym. Audiofile budują swoją tożsamość wokół posiadanego sprzętu, a ich samoidentyfikacja zależy od jego wartości.

## Podział
Środowisko ludzi zainteresowanych techniką audio nie jest jednorodne, można je podzielić na dwie zasadnicze grupy:
- „subiektywiści”, „believers”, „złotousi”[2] – swoje „wrażenia odsłuchowe” przekładają ponad jakiekolwiek zobiektywizowane testy i pomiary,
- „sceptycy”, „obiektywiści” – często biorą pod uwagę właściwą metodologię przeprowadzania testów, nie określają się audiofilami.

Pomiędzy członkami obu grup odbywają się dyskusje, często o dużej temperaturze. Członkowie pierwszej grupy przeprowadzają testy „odsłuchowe” i „porównawcze” różnorakiego sprzętu bez uwzględnienia metodologii psychoakustyki. Druga grupa zarzuca im, że ich wrażenia są pochodzenia wyłącznie psychicznego, a w prawidłowo przeprowadzonych testach wręcz nie są w stanie rozróżnić porównywanych sprzętów.
Oddzielną gałęzią zainteresowania audiofilów są sprzęty typu DIY (zrób to sam) oraz dokonywanie modyfikacji w sprzęcie audio, tak zwanych MOD-ów. Zakres tych działań jest szeroki – poczynając od rzeczywistej budowy elementów sprzętu audio, na smarowaniu brzegów płyt CD flamastrami i przetrzymywaniu ich w lodówce kończąc.

## Geneza
Początki audiofilizmu są bezpośrednio związane z rozwojem techniki wysokiej jakości odtwarzania dźwięku Hi-Fi. Pierwsze urządzenia pojawiły się w latach 30. (wtedy powstała nazwa high-fidelity), ale znaczący rozwój nastąpił po II wojnie światowej. Ze względu na bardzo wysokie ceny urządzenia Hi-Fi nie odniosły wtedy sukcesu komercyjnego, ale doprowadziły do wykształcenia się niewielkiej grupy stosunkowo zamożnych konsumentów uprawiającej ekskluzywne hobby. Sytuacja zmieniła się wraz z wynalezieniem tranzystora, co doprowadziło do drastycznej redukcji cen sprzętu Hi-Fi oraz dużej poprawy parametrów „sprzętu powszechnego użytku”. Sprzęt niegdyś dostępny dla wąskiej elity stał się szybko powszechnie nabywanym dobrem. Doprowadziło to do „podniesienia poprzeczki” przez najbardziej zagorzałych członków grupy aż do poziomu, który można określić mianem swoistej religii. Audiofile posługują się specyficznym językiem. Jest on praktycznie nieznany poza środowiskiem audiofilskim, zawiera nazwy elementów sprzętu (np. kabel połączeniowy to interkonekt) oraz liczne przymiotniki na określenie subiektywnych cech dźwięku.

## Socjologia
Audiofile stanowią wyrazistą grupę. Są praktycznie wyłącznie mężczyznami (w USA rasy białej), przeważnie dobrze sytuowanymi materialnie. Kobiety wśród audiofilów nie tylko zdarzają się bardzo rzadko, ale często mają wręcz niechętny stosunek do sprzętu audiofilskiego.
Postawom audiofilskim przypisuje się również podłoże seksualne.

### Czasopisma
Charakterystyczne dla kół audiofilskich jest skupianie się dookoła kilku czasopism, które mają bardzo duże wpływy w tych kołach, a są praktycznie zupełnie ignorowane poza nimi (na przykład bardzo rzadko są prenumerowane przez biblioteki). Cztery najważniejsze to (informacje o nakładzie dotyczą USA i pochodzą z połowy lat 90.):
- Stereo Review – wychodzi od 1958, nakład 550 tys.; różni się od pozostałych krytycyzmem wobec niezweryfikowanych testów odsłuchowych;
- Audio – wychodzi od 1947, nakład około 145 tys.; początkowo było czasopismem technicznym, przeszło ewolucję w stronę czasopisma konsumenckiego;
- Stereophile – wychodzi od 1962, nakład ponad 70 tys.;
- Absolute Sound – wychodzi od 1973, nakład około 30 tys..

Recenzje i „testy odsłuchowe” przeprowadzane w czasopismach mają bardzo duże znaczenie marketingowe dla sprzętu audiofilskiego. Niektóre z nich zamieszczają również recenzje nagrań muzycznych.

## Krytyka audiofilskich poglądów
The Audio Engineering Society, organizacja zrzeszająca profesjonalistów zajmujących się inżynierią dźwięku, opublikowała szereg artykułów, w których nie zgadza się z twierdzeniami audiofilów przypisujących swoje psychoakustyczne wrażenia właściwościom sprzętu.
- Jakość techniczna sprzętu – elektroakustyczne techniki pomiarowe już w połowie XX wieku osiągnęły poziom taki, że komponenty odróżnialne w ślepych testach były bez problemu odróżniane pomiarowo[19]. Obecnie są to głównie kolumny głośnikowe. Według badań przedstawionych m.in. przez Audio Engineering Society, rzeczywiste właściwości elektroakustyczne sprzętu audiofilskiego nie odbiegają od sprzętu masowego o różnicach w parametrach elektrycznych leżących poza zakresem percepcji człowieka. W ślepych testach (gdy słuchacz nie posiada informacji, które urządzenie jest aktualnie włączone) nie są odróżniane przez słuchaczy[7][8][20][21][22].
Z technicznego i użytkowego punktu widzenia, wzmacniacze lampowe i gramofony są urządzeniami o wiele gorszymi od współczesnych wzmacniaczy tranzystorowych i odtwarzaczy CD. Zakłócenia, które są wprowadzane przez te urządzenia, są według audiofilów korzystne dla ich „wrażeń odsłuchowych”[23].
Audiofile deklarują się jako miłośnicy muzyki i odrzucają wszelkie próby naukowych analiz jako sprzeczne z jej duchem[24]. Nie uznają wspomnianych ślepych testów[25][26], mimo wielu publikacji naukowych w tej sprawie[27][28][29].

- Audiofilizm a nauka – obserwacje audiofilów oraz przeprowadzane w ich środowisku dyskusje nie budzą żadnego zainteresowania wśród przedstawicieli nauk technicznych i ścisłych[c]. W akustyce i psychoakustyce subiektywne obserwacje są oczywiście prowadzone i analizowane, ale by zostały one uznane za wiarygodne muszą być potwierdzone przez zasady statystyki matematycznej, a proces ich zbierania jest bardzo długi i pracochłonny[30].